# Тресончани
Тресончани или тресанчани (на македонска литературна норма: Тресончани) са жителите на дебърското мияшко село Тресонче (Тресанче), днес в Северна Македония. Това е списък на най-известните от тях.

## Родени в Тресонче
А – Б – В – Г – Д –
Е – Ж – З – И – Й —
К – Л – М – Н – О —
П – Р – С – Т – У —
Ф – Х – Ц – Ч – Ш —
Щ – Ю – Я

### А
Родени в Тресонче
- Аврам Дичов (1840 – 1923), български зограф
- Анастас Николов (? – 1920), български зограф
- Антон Мирчев (1890 – 1944), съветски революционер
- Антон Петров, български опълченец, служил в Руската армия, постъпил в I рота на I дружина на Българското опълчение, убит в сражението при Стара Загора на 19 юли 1877 година[1][2]

### Б
- Благой Дамянов, български зограф
- Блаже Стефанов, български революционер от ВМОРО, четник на Никола Сарафов[3]
- Борис Огнянов (? – 1944), български архитект

### Г
- Георги Дамянов (около 1784 – 1880), български зограф
- Генко Попов (1889 – 1942)
- Григор Петров, български зограф

### Д
- Дамян Янкулов (1770 – 1834), български строител и резбар
- Данаил Божковски (1864 – ?), български строител
- Данаил Мойсов, български резбар
- Димитър Пандилов (1899 – 1963), югославски художник
- Дичо Зограф (1810 – 1872), български зограф

### И
- Иван Юруков (Юруковски, 1873 – ?), български революционер
- Илия Бадрев (1882 – 1929), български революционер
- Илия Софрониев Юруков (1895 – 1923), български учител, загинал в Септемврийското въстание

### Й
- Йован Терзиев (1879 – 1904), български революционер
- Йосиф Михайлов Юруков (Юруковски, 1887 – 1941), сърбоманин, кмет на Скопие

### К
- Коста Г. Пачаров, български зограф, син на Григор Петров
- Коста Стамов Цветков (1883 - след 1943), български революционер
- Кръстьо Аврамов (1866 – 1939), български строител и резбар
- Кузман Смилевски (1924 – ), югославски партизанин и деец на НОВМ
- Кумрия Андреева (1872 – 1913), българска революционерка

### М
- Максим Ненов (1870 – 1903), български революционер
- Марко Данаилов (1884 – 1956), български строител
- Марко Григоров (1883 – 1967), български филолог и педагог[4]
- Матей Петков Сарджов Брадински (1858 – 1936), български духовник и просветен деец, брат на Мино Сарджов[5]
- Миле Симеонов, български юрист и деец на СММО
- Мино Сарджов, български просветен деец, първи български учител в Тресонче
- Мирко Миронски (1930 – 2008), юрист и журналист от Социалистическа република Македония
- Мирон (Мирче) Илиев (? – 1914), български иконописец
- Михаил Благоев, български зограф
- Михаил Георгиев Юруков (1856 – 1917), строител
- Мойсо Данаилов (? – 1912/1913), български резбар

### Н
- Нестор Данаилов (? – 1882), български просветен деец
- Никола Дамянов (1810 – 1860), български зограф
- Николай Исаков Огнянов (ок. 1841 – 1861), племенник на Партений Зографски, през 1858 година с издръжката на Одеското българско настоятелство е ученик в Смоленската гимназия край Москва, където и умира[6]

### П
- Пандил Аврамов (1869 - след 1943), български зограф
- Петър Новев (Петре Зограф) (около 1825 – ?), български зограф

### Р
- Русалим Дичов (1840 – 1910), български зограф

### С
- Сарджо Брадина (1778 – 1889), български общественик и просветен деец
- Серафим, изписал в 1873/1874 година църквата „Свети Илия“ във Велмевци
- Серафим Михайлов, български зограф
- Симон Юруков (Юруковски), български революционер от ВМОРО, селски войвода на четата от Тресонче[7][8]
- Сирма Кръстева (1773 – 1858), българска хайдутка
- Стефан Данаилов (1889 – 1967), български строител

### Т
- Томо Смилянич (1888 – 1969), сърбоманин, деец на сръбската пропаганда и фолклорист
- Теофил Аврамов (1863 - ?), български строител

### Х
- Христина Брадинска (1915 – ?), комунистическа деятелка
- Христо Благоев (1863 – 1947), български зограф
- Христо Огнянов (1911 – 1997), български писател, журналист и общественик
- Яков Георгиев Дамянов Зографски, български зограф

### Я
- Янко Георгиев (? – 1881), български зограф

## Македоно-одрински опълченци от Тресонче
- Евтим (Ефте, Ефто) Аврамов, 47-годишен, майстор бояджия, основно образование, 1 и Нестроева рота на 1 дебърска дружина[9]
- Кипро (Киро, Кирю) Анастасов, 34 (35)-годишен, жител на Стара Загора, майстор бозаджия, основно образование, 1 рота на 1 дебърска дружина, Продоволствен транспорт на МОО[10]
- Манол Брадинов (Брадински или Брадиновски) на 52 (или на 46) години, майстор с основно образование, Нестроевата рота на Първа дебърска дружина.[11]
- Матея (Матей) Петковски Блажев, македоно-одрински опълченец, 31-годишен, 1 рота на 1 дебърска дружина[12] Носител на орден „За храброст“ ІV степен от Първата световна война.[13]
- Нестор Апостолов, 23-годишен, майстор дюлгер, II клас, 1 рота на 1 дебърска дружина, носител на орден „За храброст“ IV степен[14]
- Пандил Аврамов, 38 (39)-годишен, бояджия, основно образование, 1 и Нестроева рота на 1 дебърска дружина[15]
- Симеон Алтов, 21-годишен, майстор, ІІ клас, 1 дебърска дружина, ранен[16]
- Ставре Аврамов, 56-годишен, майстор, основно образование, Нестроева рота на 1 дебърска дружина, носител на бронзов медал[15]
- Стамат Аврамов, 35-годишен, бозаджия, жител на Галичник, основно образование, 1 рота на 1 дебърска дружина, ранен на 8 юли 1913 година, носител на орден „За храброст“ ІV степен[15]
- Христо Аврамов, 18 (19, 20)-годишен, бозаджия, халваджия, основно образование, 1 рота на 1 дебърска дружина[15]
- Щилян Апостолов, 28-годишен, предприемач, II клас, Нестроева рота на 1 дебърска дружина, носител на бронзов медал[17]

## Починали в Тресонче
- Мирко Миронски (1930 – 2008), юрист и журналист от Социалистическа република Македония